# Cryphia metallica
Cryphia metallica är en fjärilsart som beskrevs av Lucas 1898. Cryphia metallica ingår i släktet Cryphia och familjen nattflyn. Inga underarter finns listade i Catalogue of Life.